# Pădurea Medeleni (sit SCI)
Pădurea Medeleni este o arie protejată (arie specială de conservare — SAC, sit de importanță comunitară — SCI) din România întinsă pe o suprafață de 129,8 ha, integral pe uscat.

## Localizare
Situl se întinde pe teritoriile administrative ale comunelor Golăiești și Victoria din județul Iași. Centrul sitului Pădurea Medeleni este situat la coordonatele 47°17′43″N 27°38′51″E / 47.295339°N 27.647594°E.

## Înființare
Pădurea Medeleni (ROSCI0161) a fost declarat sit de importanță comunitară în decembrie 2007 pentru a proteja două specii de animale aflate în arealul zonei. Acesta a fost protejat și ca arie specială de conservare în mai 2022 Situl include ariile naturale: Pădurea Medeleni și Rezervația acvatică Râul Prut.

## Biodiversitate
Situată în ecoregiunea continentală a Podișului Moldovei (în Câmpia Moldovei), aria protejată conține două habitate naturale: Păduri ripariene mixte cu Quercus robur, Ulmus laevis, Fraxinus excelsior sau Fraxinus angustifolia, din lungul marilor râuri (Ulmenion minoris) și Galerii de Salix alba și Populus alba.
La baza desemnării sitului se află un fluture din specia Arytrura musculus și rădașca (Lucanus cervus), un gândac din familia Lucanidae.
Pe lângă speciile aflate la baza desemnării sitului, pe teritoriul acestuia a mai fost identificate 9 specii din flora spontană și fauna sălbatică a  României, specie ocrotite la nivel european sau aflate pe lista roșie a IUCN.